# Jean Cournoyer
Pour les articles homonymes, voir Cournoyer.
Jean Cournoyer, né le 16 mars 1934 à Sorel, est un avocat, homme politique, et communicateur québécois. Il a notamment été député à l'Assemblée nationale du Québec de 1969 à 1976 et ministre dans les gouvernements Bertrand et Bourassa. Il a poursuivi une carrière d'animateur, d'intervieweur et de commentateur à la radio et à la télévision.

## Biographie
Résidant à Dollard-des-Ormeaux de 1963 à 2003, Jean Cournoyer est marié en premières noces en 1957 à Michelle Dufresne, pharmacienne originaire de Trois-Rivières, puis en secondes noces en 1998 à Hélène Frappier, infirmière originaire de Sorel.
Il est membre du barreau du Québec de 1960 à 1990 du Syndicat général de la radio/Section CKVL de 1978 à 1989 et de l'Union des artistes depuis 1977. Il est également membre de l’Association of Canadian Television and Radio Artists depuis 1983.
Il fait son cours élémentaire à l’école De Guise et au collège du Sacré-Cœur de Sorel de 1940 à 1947, son cours classique au séminaire de Saint-Hyacinthe de 1947 à 1955, et son cours de droit à l'Université de Montréal.
Ayant obtenu son baccalauréat ès arts à l'Université de Montréal en 1955 et sa licence en droit à l'Université de Montréal en 1959, il est admis au barreau du Québec en 1960.
Il a reçu l'Ordre du mérite de l'Association générale des étudiants de l'université de Montréal en 1959 et l'Ordre du mérite de l'Association des étudiants de l'École polytechnique de l’Université de Montréal en 1959.
Président de la promotion 1956-1960 de la Faculté de droit de l'Université de Montréal, il a également été le président de la Société des débats universitaires de l’université de Montréal en 1957, de l'Association générale des étudiants de l'Université de Montréal en 1958 et 1959), de la Société de Saint-Vincent-de-Paul de l’Université de Montréal en 1959 et de l’Association des anciens du Séminaire de Saint-Hyacinthe 1983.

## Carrière professionnelle

### Début de sa carrière d'avocat et de négociateur
- En juillet 1960, il entre au service du Builder’s Exchange de Montréal à titre de secrétaire-adjoint et conseiller juridique.
- En octobre 1961, il contribue au règlement d’une grève générale dans l’industrie de la construction de Montréal, ce qui lui permet de devenir, en mars 1962, le premier agent de relations de travail de l’Association de la construction de Montréal.
- Au cours de 1962, il conçoit, avec la firme d’actuaires Johnson and Higgins, le premier fonds de pension transférable de l’industrie de la construction au Canada, devient membre du Conseil supérieur du Travail du Québec, et cumule les fonctions de secrétaire-trésorier du Fond de sécurité sociale de l’industrie de la construction de Montréal et de celui de l’industrie de la plomberie et de la tuyauterie de Montréal.
- En novembre 1964, il devient Directeur des relations de travail de la Compagnie canadienne de l’exposition universelle et internationale de 1967.
- En 1966, il ajoute à ses fonctions, celle de négociateur patronal de la Commission scolaire régionale de Chambly face aux enseignants.
- En 1967, il devient négociateur en chef du gouvernement du Québec, de la Fédération des commissions scolaires catholiques du Québec et de la Quebec Association of Protestant School Boards pour la première convention collective provinciale des enseignants du primaire et du secondaire de la province. Au cours de cette période, le ministre du Travail du Québec le nomme médiateur spécial dans des conflits importants de la grande industrie et d'Hydro-Québec, et il est choisi comme arbitre dans les conventions collectives d'Hydro-Québec, de l'industrie de l'automobile et des mines du Québec.

### Début de sa carrière politique
- Le 9 octobre 1969, à l'occasion d'une élection partielle, il est élu député de l’Union nationale de Saint-Jacques à l'Assemblée nationale.
- Le 23 décembre 1969, le premier ministre Jean-Jacques Bertrand le nomme ministre de la Fonction publique du Québec.
- Le 12 mars 1970, le premier ministre Jean-Jacques Bertrand lui confie, en plus, le poste de ministre du Travail et ministre de la Main-d'œuvre du Québec. À ce titre, il est responsable de la Commission des accidents du travail, de la Commission du salaire minimum, de la Commission de l’industrie de la construction, des Comités paritaires constitués en vertu de la Loi des décrets de conventions collectives et des Commissions d'apprentissage.
- Le 29 avril 1970, il est défait comme candidat de l’Union nationale de Saint-Jacques lors des élections générales remportées par le Parti libéral du Québec dirigé par Robert Bourassa.
- Le 29 octobre 1970, le premier ministre libéral, Robert Bourassa, le nomme de nouveau ministre du Travail et de la Main-d’œuvre du Québec pour remplacer Pierre Laporte assassiné le 17 octobre précédent par des membres du Front de libération du Québec.
- Le 9 février 1971, il est élu député du Parti libéral dans la circonscription de Chambly à l’Assemblée nationale du Québec.
- Le 12 mai 1972, à l’occasion de la grève générale des employés publics (gouvernement, écoles, hôpitaux), le premier ministre, Robert Bourassa, le nomme ministre de la Fonction publique avec mandat de dénouer l’impasse dans laquelle est plongé le Québec à la suite de l’emprisonnement des chefs des trois grandes centrales syndicales québécoises (Fédération des travailleurs du Québec, Confédération des syndicats nationaux, Centrale de l'enseignement du Québec).
- Le 29 octobre 1973, à l'occasion des élections générales au Québec, il est élu député du Parti libéral de Robert-Baldwin à l’Assemblée nationale du Québec et confirmé dans sa fonction de ministre du Travail et de la Main-d’œuvre du Québec par le premier ministre, Robert Bourassa.
- Le 30 juillet 1975, à l’occasion d’un remaniement ministériel, il est nommé ministre des Richesses naturelles du Québec. À ce titre, il est responsable de l’énergie, des mines et ressources naturelles du Québec, d’Hydro-Québec, de la Société québécoise d’exploration minière (SOQUEM), de la Société québécoise d'initiatives pétrolières (SOQUIP), et de la Société de développement de la baie James (SEBJ). Il est aussi responsable des négociations avec les Amérindiens et les Inuits du Québec.
- Le 15 novembre 1976, à l’occasion des élections générales, il est défait comme candidat du Parti libéral dans la circonscription de Richelieu où se trouve Sorel, sa ville natale.
- En mars 1977, une entreprise de matériaux de construction, la maison Bertrand Lumber de Dorval, l’engage comme vendeur.
- Le 1er août 1977, il retourne à la pratique du droit dans l’étude Robinson, Cutler, Sheppard de Montréal.

### Début de sa carrière de communicateur
- Le 27 septembre 1977, il ajoute à la pratique du droit celle de coanimateur avec Matthias Rioux, de l’émission d’affaires publiques Face à face, à la station CKVL de Verdun.
- Le 5 novembre 1978, il quitte la pratique du droit et est élu maire de Dollard-des-Ormeaux, une ville bilingue de 40 000 habitants de l’Ouest de l’île de Montréal dont la population comprend 75 % d’anglophones et 25 % de francophones.
- Le 15 septembre 1979, il entreprend une carrière à la télévision en animant, avec Matthias Rioux, l’émission hebdomadaire Droit de parole diffusée par Radio-Québec (Télé-Québec).
- Du 29 août 1980 au 26 février 1981, il retourne dans le domaine des relations de travail alors qu’il est nommé médiateur-arbitre entre le Conseil du Trésor du Canada et le Syndicat des postiers du Canada avec mandat de régler 15 234 griefs.
- Le 11 octobre 1982, lui et Matthias Rioux quittent Radio-Québec et commencent à coanimer l’émission Forum diffusée par Télé-Métropole (TVA).
- Le 5 novembre 1982, il ne demande pas de renouvellement de mandat à la mairie de Dollard-des-Ormeaux, mettant ainsi un terme à sa carrière politique municipale.
- Le 23 septembre 1983, il devient, avec Pierre Bourgault, collaborateur régulier à l’émission Morning Side animée par Peter Gzowski et diffusée dans tout le Canada sur le réseau radiophonique de la Canadian Broadcasting Corporation.
- Le 25 septembre 1983, il devient animateur de l’émission de télévision hebdomadaire Get to the Point diffusée par la station montréalaise de la Canadian Broadcasting Corporation.
- Le 25 août 1984, il devient morning-man de la station de radio CKVL et le demeure jusqu’à juin 1988.
- De 1984 à 1988, il est collaborateur régulier de l’émission Club Sandwich conçue et animée par Guy Fournier.
- De 1987 à 1988, il anime l’émission À qui de droit diffusée par le réseau TVA.
- Le 4 juillet 1988, il se joint au personnel d’animateurs de la station de radio CKAC et devient animateur d’une tribune téléphonique quotidienne.
- Le 15 septembre 1991, il coanime avec Chantal Jolis, l’émission Contact de CKAC.
- Le 15 septembre 1992, il retourne à l’animation de Contact Cournoyer, une tribune téléphonique quotidienne de 13 h à 15 h à CKAC.
- Le 15 janvier 1993, l’émission Contact Cournoyer est diffusée de 9 h 15 à 11 h 15 à CKAC.
- Le 16 février 1993, il publie Le Petit Jean, un dictionnaire des noms propres du Québec édité par les Éditions internationales Alain Stanké.
- En septembre 1993, son fils Jean se joint à lui pour coanimer l’émission Contact Cournoyer de 10 h à 12 h à CKAC.
- Le 3 octobre 1994, à l’occasion de la fusion des stations CJMS et CKAC, l’émission Contact Cournoyer est retirée de l’horaire, et il commence à coanimer avec Jean Lapierre une nouvelle émission d’affaires publiques appelée Face à face de 9 h à 11 h à CKAC
- Le 19 octobre 1994, il publie Plus ça change, plus c’est pareil, désespoir ! un recueil d’éditoriaux qu’il avait écrits pour l’émission matinale de CKAC.
- Le 1er juin 2000, il prend sa retraite de la radio.
- Le 19 avril 2001, il publie La Mémoire du Québec ® De 1534 à nos jours, une mise à jour revue et corrigée du Petit Jean.
- Le 15 mars 2004, il devient chroniqueur au Journal de Montréal et signe des commentaires sur l’actualité intitulée Le Dictionnaire de Jean Cournoyer.
- Le 27 septembre 2004, il redevient analyste de l’actualité à CKAC.
- Le 29 août 2005, il commence à coanimer avec Gérald Larose, ancien président de la Confédération des syndicats nationaux, une nouvelle émission d’affaires publiques appelée Cournoyer-Larose de 9 h à 11 h 30 à CKAC.

## Distinctions et prix
Jean Cournoyer est récipiendaire du prix René-Chaloult décerné par le Cercle des ex-parlementaires de l'Assemblée nationale du Québec. Ce prix récompense l'ensemble d'une carrière particulièrement prolifique.